# Penguin Point (udde i Antarktis, lat -64,31, long -56,71)
Penguin Point är en udde i Antarktis. Den ligger i Västantarktis. Argentina, Chile och Storbritannien gör anspråk på området.
Terrängen inåt land är platt. Havet är nära Penguin Point åt sydost. Trakten är glest befolkad. Närmaste befolkade plats är Marambio Station, 7,4 kilometer norr om Penguin Point. 